# Crkva sv. Kuzmana i Damjana u Polači
Crkva sv. Kuzmana i Damjana katolička je župna crkva u općini Polača, u Zadarskoj županiji. 
Sagrađena je 1989. godine, a posvećena 24. rujna 1989. Naime, stara crkva sv. Kuzmana i Damjana sagrađena je 1836. godine na istočnom djelu mjesta preko ceste Biograd - Benkovac na samom rubu mjesta. Imala na zvoniku dva zvona na kojima je 1923. godine u Splitu u ljevaonici ugraviran natpis »Kroz milenij drugi glasi, Hrvatsku nam Bože spasi«. Novu je crkvu na Božić 1991. minirao velikosrpski agresor i JNA, a pošto nije srušena do kraja, minirana je još jednom 10. kolovoza 1992. Srušene su tj. minirane obje crkve. Odmah po oslobađanju teritorija 1995. pristupilo se obnovi crkve na novoj lokaciji, dok nova - stara stoji kao podsjetnik stradavanja Polače od srpskog agresora. 
Zbog neodgovarajuće lokacije kao i malenog prostora u crkvi za sve župljane, na novoj je lokaciji 2005. počela gradnja nove crkve koja je završena 26. veljače 2006. Zvonik krase tri zvona naručena iz Italije s velikim satom. Svako od zvona ima zasebnu posvetu: jedno zvono je posvećeno Kuzmanu i Damjanu s natpisom »Sv. Kuzme i Damjane, molite za Polaču ovdje i po svijetu«; drugo zvono sv. Martinu za mještane zaseoka Prtenjaće i Čirjaci s natpisom »Sv. Martine, moli za nas«, dok je treće posvećeno sv. Anti s natpisom »Sv. Ante moli za hrvatski narod«, u znak stradavanja velikog broja mještana 1944.